# Pareas kaduri
Pareas kaduri — вид неотруйних змій родини Pareatidae. Описаний у 2020 році.

## Назва
Видова назва вшановує індійського фотографа дикої природи Сандеша Кадура за його внесок у документацію про біорізноманіття в Гімалаях, зокрема в Аруначал-Прадеш, а також за його постійну підтримку авторам таксона під час експедиції.

## Поширення
Ендемік Індії. Поширений у східній частині Гімалаїв у штаті Аруначал-Прадеш.

## Опис
Змія завдовжки 45-55 см. Хвіст сягає 18-20 % від довжини тіла. Спина коричнева з тонкими чорними поперечними смугами, голова з великою чорною плямою, від якої по дві поздовжні чорні смуги (шириною 3–4 луски) проходять з кожного боку шиї, залишаючи бліду центральну частину.